# Хифи, Мэтт
Мэтью Киити «Мэтт» Хифи (англ. Matthew Kiichi "Matt" Heafy; род. 26 января, 1986; Ивакуни, Япония) — американский музыкант, фронтмен, вокалист, гитарист и автор песен группы «Trivium».

## Биография
Мэтью Киити Хифи родился в Ивакуни (Япония) в семье ирландца и японки и прожил там лишь год. Затем родители переехали в Орландо (Флорида). Там он учился в Lake Brantley High School, которую окончил в 2004 году, на тот момент уже выступая с концертами в Европе.
В 2006 году Хифи получил награду Metal Hammer Golden God.

### Trivium
Ещё в детстве Хифи играл на саксофоне, а к 12 годам начал играть на гитаре. Будучи восьмиклассником, Хифи принял участие в школьном шоу талантов, исполнив гитарную кавер-версию недавно вышедшей песни No Leaf Clover группы Metallica. Одним из зрителей номера Хифи стал Брэд Льютер, бывший на тот момент вокалистом школьной метал-группы Trivium. Он предложил Мэтту пройти прослушивание на освободившееся в группе место соло-гитариста. На прослушивании Хифи исполнил кавер на For Whom The Bell Tolls, более раннюю песню Metallica, и был успешно принят несмотря на разницу в возрасте с другими участниками группы, которым было по 16-17 лет.
Спустя два месяца Брэд Льютер покинул группу по причине творческих разногласий. По словам Хифи, Льютер хотел играть музыку близкую к индустриальному металу, в то время как остальные участники тяготели к более классическому звучанию в духе Metallica, Megadeth, Pantera и т. д. Когда поиски нового вокалиста затянулись, барабанщик Трэвис Смит настоял на том, чтобы Хифи занял место вокалиста, несмотря на то, что ему было 14 лет и он не обладал развитыми вокальными способностями. Хифи, также увлекавшийся прослушиванием групп с ярко выраженным экстремальным вокалом, решил его быстро освоить, надеясь развить в будущем и чистый вокал.
Мэтт написал для Trivium песни «Fugue», «Demon», «Requiem», «Sworn», и «The Storm», которые затем вошли в одноимённый демоальбом группы. Хифи также написал большинство песен с альбомов Ember to Inferno и Ascendancy. На третьем альбому The Crusade преобладает чистый вокал, так как Хифи ориентировался на своего кумира Джеймса Хетфилда. С релиза 4-го альбома группы Shogun Хифи значительно расширил свой вокальный диапазон: от очень мелодичного пения до скриминга и гроулинга. Пятый студийный альбом In Waves создавался с « большим акцентом на песни, чем на технику». Тем не менее этот альбом отражает вокальное мастерство Хифи, некоторые песни целиком и полностью состоят из скриминга и гроулинга, а некоторые из чистого вокала, но также в одной песне используется и то, и другое. На альбоме Silence in the Snow экстрим-вокал отсутствует, так как Мэтт сорвал голос во время выступления на фестивале Rock On The Range 2014. Но на следующем альбома The Sin and the Sentence он вновь использует экстрим-вокал.
В Trivium, помимо вокала, Мэтт делит гитарные соло-партии с Кори Больё и записывает ритм-секции на альбомах.
Имеет свой канал на YouTube.
Вместе с гитарным блогером Джаредом Дейнсом записал EP.

### Tomorrow Is Monday
После Ember to Inferno Хифи экспериментировал с пост-хардкором и создал шуточную группу, получившую название Tomorrow Is Monday. Группой была выпущена всего одна песня «Head on Collision with a Rosebush Catching Fire». По словам музыкантов она была записана за час.

### Roadrunner United
В 2005 году Roadrunner Records выпускает альбом Roadrunner United: The All-Star Sessions, приуроченный к 25 годовщине лейбла. Было выбрано четыре «капитана команд»: Джоуи Джордисон (Slipknot, Murderdolls), Робб Флинн (Machine Head), Дино Касарес (Fear Factory) и сам Хифи. Он участвовал в записи пяти песен. Кори Бьёлье принял участие в записи песни «In the Fire», вместе с King Diamond, басистом Майклом Д’Антонио, и ударником Дэйвом Чаварри.

### Metal Allegiance
Так же в 2015 Мэтт принял участие в записи дебютного альбома Metal Allegiance, записав вокальные и гитарные партии в песне «Destination: Nowhere» и гитарные партии в композиции «Triangulum I. Creation II. Evolution III. Destruction».

### Ibaraki
За время пандемии COVID-19 Хифи совместно с норвежским музыкантом и лидером группы Emperor Исаном начали работу над блэк-метал проектом Ibaraki. В 2021 году, с участием Нергала из Behemoth, Джерарда Уэя из My Chemical Romance и коллеги Мэтта по Trivium басиста Паоло Греголетто, они завершили работу над дебютным альбомом. Дебютный альбом Rashomon вышел 6 мая 2022 года. Лирика альбома была вдохновлена японским наследием Хифи, основанным на японской мифологии и фольклоре.

### Влияния
Мэтт среди музыкантов, повлиявших на него, называет Джеймс Хетфилд, Джона Петруччи, Ингви Мальмстина. Среди групп он особо выделяет Metallica, Iron Maiden, Megadeth, Slayer, Pantera, Korn, Dream Theater, Death, Burzum, Down, Judas Priest, Black Sabbath, Poison the Well, In Flames, Children of Bodom, Arch Enemy, Dark Tranquillity, Opeth, Dimmu Borgir, Fozzy, Dark Funeral и Anorexia Nervosa.

## Личная жизнь
Женат, есть дети.
В свободное время Мэтт записывает стримы на своем канале, где играет песни Trivium, каверы на других исполнителей и группы, делает обзоры на гитары и оборудование, а также играет в видеоигры.

## Оборудование
Мэтт использовал только 6-струнные гитары на первых двух альбомах, используя как стандартный, так и Drop D строи на первом альбоме, Ember to Inferno, и Drop D на втором альбоме, Ascendancy. На третьем альбоме, The Crusade, Мэтт вернулся к стандартному строю, а несколько песен записаны на семиструнных гитарах. На четвёртом альбоме, Shogun, отличающимся сложной структурой песен и сочетанием всех вокальных стилей, когда-либо применяемых Хифи, он использовал преимущественно семиструнные гитары, за исключением 2-х песен. На пятом альбоме In Waves и последующем Vengeance Falls Мэтт вернулся к шестиструнным гитарам, но теперь все песни записаны в строе Drop C#, который аналогичен drop d, использовавшемуся на Ascendancy, но ниже на полтона. На альбомах Silence in the Snow, Sin and the Sentence, What The Dead Man Say Мэтт снова использует семиструнные гитары, но при этом и на шестиструнных он тоже записывает некоторые песни.

## Дискография
Trivium
- Trivium EP (2003)
- Ember to Inferno (2003)
- Ascendancy (2005)
- The Crusade (2006)
- Shogun (2008)
- In Waves (2011)
- Vengeance Falls (2013)
- Silence in the Snow (2015)
- The Sin and the Sentence (2017)
- What The Dead Men Say (2020)
- In the Court of the Dragon (2021)

Capharnaum
- Fractured (2004)

MindScar
- MindScar EP (2001)

Tomorrow Is Monday
- Lush Like an Antpile (2004)

1. «Head on Collision with a Rosebush Catching Fire»

Другие проекты
- Roadrunner United (2005)
- Master of Puppets: Remastered (2006)
- Maiden Heaven: A Tribute to Iron Maiden (2008)
- Metal Allegiance: Metal Allegiance (2015)